# 93 (Thelema)
O número 93 é de grande significância na Thelema, fundada pelo autor Inglês e ocultista Aleister Crowley em 1904 com a escrita do Livro da Lei (também conhecido como Liber AL vel Legis )
A filosofia central do Thelema está em duas frases de Liber AL: "Faze o que tu queres há de ser o Todo da Lei" e "Amor é a Lei, Amor Sob Vontade". Os dois termos primários dessas declarações são "Vontade" e "Amor", respectivamente. Na língua grega, eles são Thelema (Vontade) e Agape (Amor). Usando a técnica grega de Isopsefia, que aplica um valor numérico a cada letra, sendo que as letras de cada uma dessas palavras soma 93:
Thelema
| Θ (Theta)   | 9  |
| ε (Epsilon) | 5  |
| λ (Lambda)  | 30 |
| η (Eta)     | 8  |
| μ (Mu)      | 40 |
| α (Alpha)   | 1  |
| Θελημα      | 93 |

Agapé
| Α (Alpha) | 1  |
| γ (Gamma) | 3  |
| α (Alpha) | 1  |
| π (Pi)    | 80 |
| η (Eta)   | 8  |
| Αγαπη     | 93 |

## Outras correspondências
Há outras palavras encontradas em literatura Thelêmica que somam 93 usando ou isopsephia ou gematria. Essas incluem:
- OIVZ—Ditou Liber AL vel Legis para Aleister Crowley em 1904
- AUMGN - Adaptação de Crowley de Om

## Como saudação
É comum para Thelemitas cumprimentarem uns aos outros com "93" pessoalmente, assim como na introdução e conclusão de correspondência escrita. Este costume deriva da diretriz de Aleister Crowley de que Thelemitas deveriam cumprimentar uns aos outros com a Lei de Thelema ao dizerem "Faze o que tu queres há de ser o Todo da Lei". Desde que dizendo toda a Lei pode ser mal interpretada, usar 93 tornou-se uma forma de abreviada e simples para identificação.
Em correspondência escrita informal, um geralmente encontra o número singularmente na cabeça da carta, representando "Faze o que tu queres há ser o Todo da Lei" e na forma "93 93/93" no fim, que significa "Amor é a Lei, Amor Sob Vontade". Crowley geralmente usava essa saudação em suas cartas..
Aleister Crowley escreveu tal sobre o assunto:

Sou geralmente perguntado sobre o porquê de eu começar minhas cartas desse jeito. Não importa se estou escrevendo pra minha dama ou pro meu açougueiro, sempre começo com estas onze palavras. Por quê de que outro jeito deveria eu começar? Que outro cumprimento seria tão polido? Olha, irmão, nós somos livres! Rejubile comigo, irmão, não há lei além de Faze o que tu queres!

## Literatura
- Crowley, Aleister. (1997). Magick (Book 4) Edited, annotated, and introduced by Hymenaeus Beta. York Beach, Maine: Samuel Weiser.
- P-Orridge, Genesis.  Thee Psychick Bible: The Apocryphal Scriptures ov Genesis P-Orridge & thee Third MIND ov Psychic TV. Edited by J.A. Rapoza. San Francisco, California: Alecto Enterprises, 1994.
- Thelemapedia (2005). 93. Retrieved 5 April 2005.